# هانس جاكوبسن
هانس جاكوبسن هو لاعب رماية دنماركي، ولد في 8 سبتمبر 1881 في Holbæk ‏ في الدنمارك، وتوفي في 18 فبراير 1945.

## وصلات خارجية
- هانس ياكوبسن على موقع أوليمبيديا (الإنجليزية)